# Anfiteatro Castrense

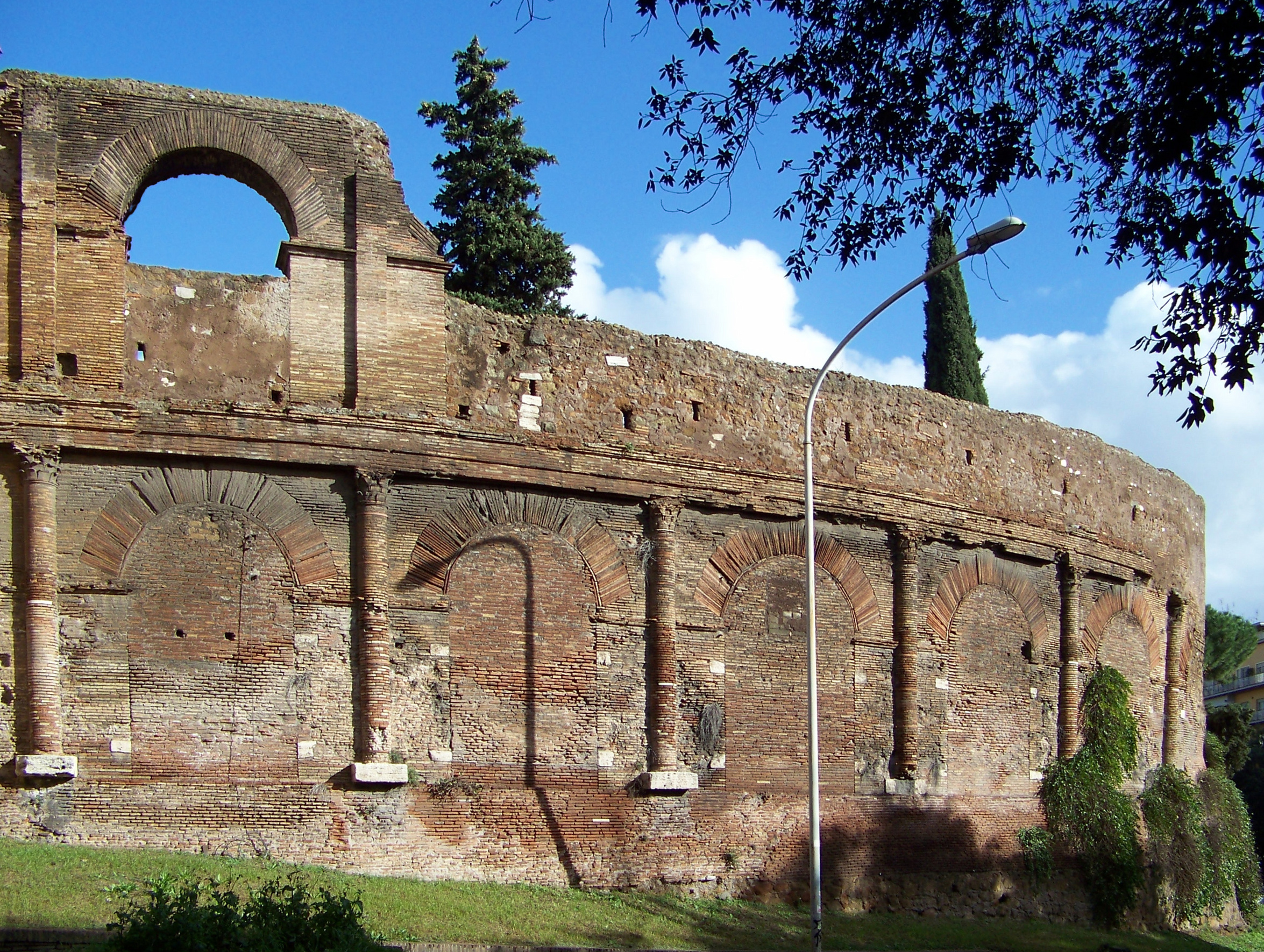
El anfiteatro castrense.

El Anfiteatro Castrense en latín Amphitheatrum Castrense es un anfiteatro construido en la ciudad de Roma en el siglo III d. C., muy cerca de la iglesia de Santa Croce in Gerusalemme. Junto al Coliseo y al Ludus Magnus, son los únicos anfiteatros que se conservan en Roma.

## Descripción
De forma elíptica, el anfiteatro tiene unas dimensiones de 88 metros de largo, y de 75,80 metros de ancho. El Anfiteatro Castrense fue construido en su mayor parte en ladrillo, posiblemente durante el reinado de Heliogábalo, presentando 3 plantas, de las cuales solamente se conservan la primera y parte de la segunda. Durante el reinado de Aureliano, al construirse la Muralla Aureliana el anfiteatro fue incorporado a dichas murallas, siendo cegadas las arcadas de la parte exterior.